# ドーン・レコード
ドーン・レコード（Dawn Records）は、パイ・レコードの子会社である。1969年から1975年まで活動しており、それは主にパイ・レコードの「アンダーグラウンドおよびプログレッシブ」なレーベルとして、EMIやフォノグラムと同等で、ハーヴェスト・レコードやヴァーティゴのライバルになるべく設立された。
レーベルで最も成功したのはマンゴ・ジェリーで、最初の2枚のシングルがイギリスのシングル・チャートで1位となった。このレーベルはまた、1970年と1971年のドノヴァンのアルバム『オープン・ロード』と2枚組アルバム『HMS Donovan』のリリースでも注目を集めた。また、マン、ポール・ブレット・セイジ、タイタス・グローン、マイク・クーパー、ヘロン、ジョン・コンゴス（Flyレーベルで大成功を収める前）、コーマス、アトランティック・ブリッジ、プルート、アトミック・ルースター、マンゴ・ジェリー、キング・アール・ブギー・バンドなどの各レコードもリリースしている。
1970年10月、英国の音楽雑誌「NME」は、ドーン・レーベルで活動するデモン・ファズ、タイタス・グローン、ヘロン、コーマスが、1970年11月に英国で開催される一連のコンサートに参加することを発表した。そのすべての会場で入場料は1ペニーだった。
他に注目すべきふたつの事柄は、ユーロビジョン・ソング・コンテストで受賞したラインナップのブラザーフッド・オブ・マンが、1974年に彼らのファースト・アルバム『Good Things Happening』をリリースしたことと、プレリュードが発表したニール・ヤングの曲「After the Gold Rush」（1974年、21位）のアカペラ版が、イギリスで他に唯一となるヒット曲だったことだ。